# Erwin Bechtold
Erwin Bechtold (Colònia, 1925) és un pintor i interiorista alemany.
Obtingué a Colònia el diploma de mestre caixista i impressor. Durant el període d'aprenent realitzà uns breus estudis a les escoles d'oficis de Colònia, amb Friedich Vordemberge. Per iniciativa d'aquest exposà per primera vegada. El 1950 es traslladà a París, on treballà amb Fernand Léger per després traslladar-se a Barcelona, on va entrar en contacte amb els membres del grup Dau al Set i els membres del grup madrileny El Paso. El 1954 descobrí l'illa d'Eivissa, que seria el seu futur àmbit laboral.
La seva tasca com a interiorista s'ha orientat cap a espais públics i treballs d'arquitectura interior. Des de l'informalisme fins a l'austeritat de les variacions de l'angle damunt d'una superfície plana, la seva obra ha recorregut un llarg camí pels territoris més suggestius de l'art contemporani. Després de passar una temporada a Berlín, on va entrar en contacte amb artistes alemanys de la seva generació, el 1959 fou membre fundador del Grup Ibiza 59 i començà a participar en exposicions col·lectives i individuals a El Corsario. Després d'una època de formes sensuals damunt grans superfícies blanques, el 1966 començaren a aparèixer els primers indicis geomètrics. D'aquesta època data la sèrie Finger singer.
Aspectes importants per a la seva evolució artística foren la prolongada estada a Berlín l'any 1957, així com la temporada a Anglaterra el 1966, on treballà en diverses acadèmies d'art com a professor convidat. El 1968 exposà a la Documenta de Kassel. El 1974 obtengué el primer premi de la VI Biennal Internacional d'Art d'Eivissa. El 1974 inicià les sèries sobre el tema marge-pertorbació de la forma bàsica, seguides el 1987 per la sèrie sobre el tema angle/superfície/espai, que ha continuat fins avui. El més gran dels seus treballs integrats, les quatre façanes del museu Reiis-Engelhorn a Mannheim, fou acabat el 1988.
Entre les seves distincions, destaquen el Premi FAD de l'any 1961, el Premi Miró de 1973, el de Professor Honorari per la seva obra vital a Alemanya, el Premi Illes Pitiüses a Eivissa i l'homenatge a l'artista a Art Barcelona 1999. El 2006 va rebre el Premi Ramon Llull i el 2011 va rebre el Premi Xam d'Arts Plàstiques en homenatge a Pere Quetglas Ferrer, "Xam".